# Cymindis naxiana
Cymindis naxiana is een keversoort uit de familie van de loopkevers (Carabidae). De wetenschappelijke naam van de soort is voor het eerst geldig gepubliceerd in 1904 door Apfelbeck.
Deze soort komt uitsluitend voor op de Cycladen, een griekse eilandengroep.